# Капустин Јар
Капустин Јар (рус. Капу́стин Яр, често скраћено Кап-Яр) је ракетни војни полигон и космодром у сјеверозападном дијелу Астраханске области, Русија.
Површина полигона износи око 650 km². Административни центар је град Знаменск са око 32000 становника (2005).
Полигон је основан 1946. ради испитивања првих совјетских балистичких ракета. Назив је добио по оближњем селу. На полигону је током година испробаван читав низ ракета војне намјене. Осим тога вршена су и интензивна лансирања разних вјештачких сателита и ракета за испитивање виших слојева атмосфере.